# Cristiandad

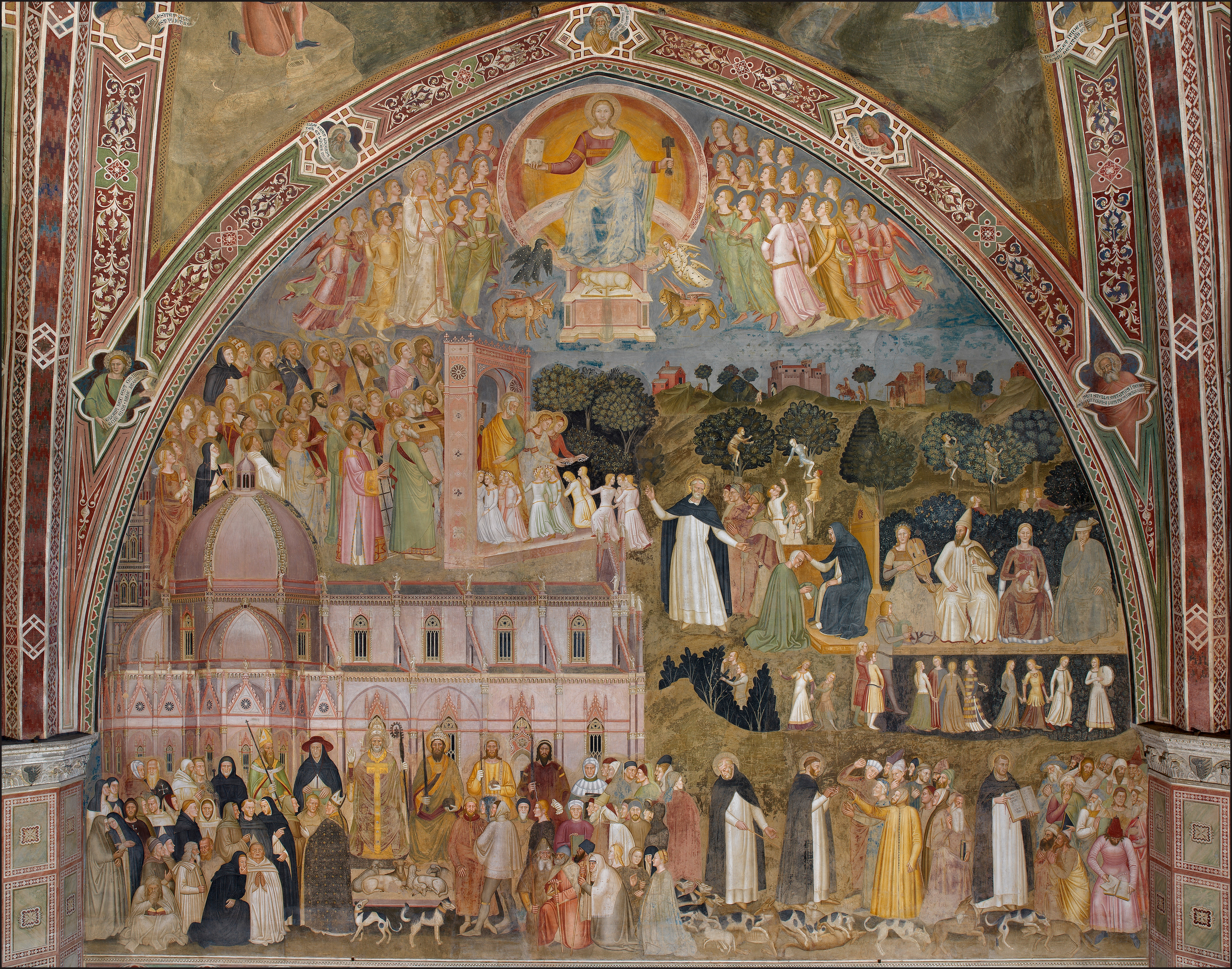
El triunfo de la Iglesia: La Iglesia triunfante y la Iglesia militante, de Andrea di Bonaiuto (1365-1367), en la Cappella Spagnuolo, o Guidalotti de Santa Maria Novella, Florencia.

Cristiandad (del latín christianitas) es un concepto polisémico, que puede definirse de varias maneras o aludiendo a distintos ámbitos:
- El conjunto de  cristianos, o cristiandad entendida como la comunidad de los creyentes o Iglesia militante.[2] Paul Veyne fecha su nacimiento en el año 324 cuando el emperador Constantino I derrota en Oriente a Licinio, «reuniendo las dos mitades del Imperio bajo su cetro cristiano».[3]   En la Edad Media, al identificarse con la comunidad política, se definía como Res publica christiana.
- Según el papa León XIII y el resto de sus sucesores, la cristiandad era cuando "(...) la filosofía del Evangelio gobernaba los Estados".[4] El papa hacía referencia a la Edad Media, en donde la mayoría de los reinos y/o Estados de Europa eran cristianos. Por eso es que, con ese nombre, se le llamaba, anteriormente, a Europa.

- El espacio geográfico por donde se encuentra difundido el cristianismo, acepción que a veces se entiende también como la comunidad de los países cristianos, haciendo abstracción de la presencia de minorías religiosas no cristianas en esos países. La validez de este concepto disminuye por la secularización y el laicismo propios de la mayor parte de los países occidentales contemporáneos (principalmente europeos), que realizaron la separación Iglesia-Estado frente al Estado confesional propio del Antiguo Régimen.

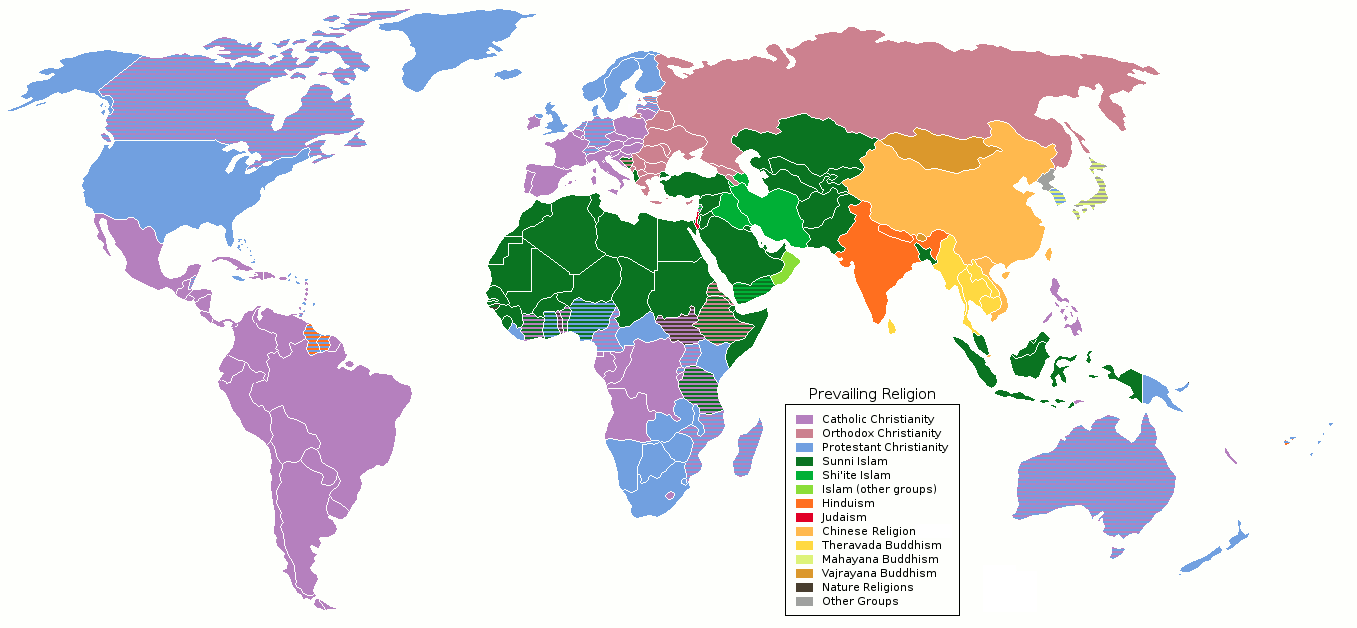
La Cristiandad occidental (en lila, católica, en azul claro protestante) y la Cristiandad oriental (en rosa oscuro).

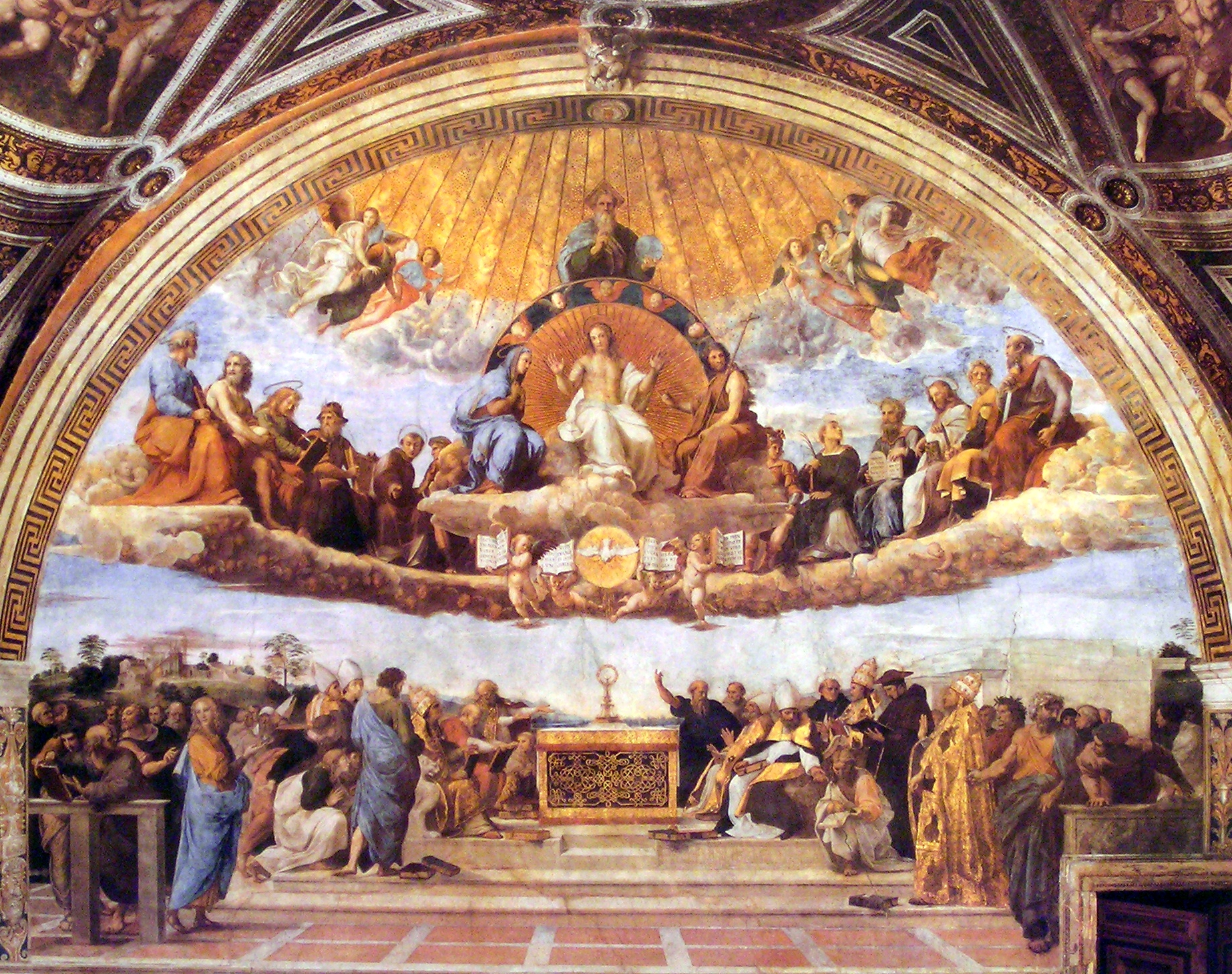
La disputa del Sacramento, de Rafael Sanzio (1508-1511) en las Estancias Vaticanas. Se enfrenta visual y conceptualmente a La escuela de Atenas, en la pared opuesta.

- La civilización cristiana o cultura cristiana entendida como civilización o cultura que supera el ámbito de lo religioso (de las prácticas y creencias religiosas), para determinar un corpus de creaciones artísticas y literarias, una concepción del mundo (cosmovisión) y un conjunto de costumbres y usos sociales, estudiables a través de la estética, la iconografía y las ciencias sociales; sobre todo historiográfica,  antropológica y sociológicamente, pero también desde el punto de vista de las ciencias políticas y la historia de las ideas. Junto con la cultura clásica y otras aportaciones (judías —o judeocristianas—, islámicas, seculares)[5] es el elemento central de la civilización occidental.[6]

La división entre los cristianos que comenzó en el cristianismo primitivo, hizo que desde la Edad Media se pudiera hablar, básicamente, de dos cristiandades:
- La cristiandad latina, correspondiente al Imperio romano de Occidente, los reinos germánicos y el Imperio carolingio, con centro en Roma, que definió la Iglesia católica, centralizada en torno al papado, y el catolicismo. La Reforma protestante supuso la división de la cristiandad latina entre catolicismo y protestantismo, a su vez fragmentado en distintas confesiones (luteranismo, calvinismo, anglicanismo, etc.)[8]

- La cristiandad oriental, correspondiente al Imperio romano de Oriente o Imperio bizantino, y expandido por los pueblos eslavos, que definió la Iglesia ortodoxa, policéntrica y plural, conformada en iglesias nacionales que no reconocen la primacía del obispo de Roma más que como uno de entre los patriarcados: Constantinopla, Alejandría, Antioquía, Jerusalén, a los que posteriormente se añadieron otros (Moscú, Serbia, Rumanía, Bulgaria, Georgia, etc.).

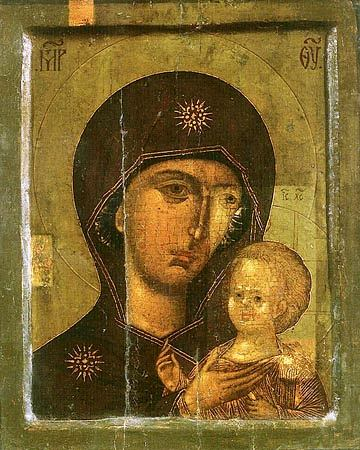
Cristiandad oriental (ortodoxa): Theotokos Petrovskaya,[9] considerada el primer icono milagroso de Moscú, fue pintada por Pedro, higúmeno del monasterio de la Transfiguración (Volinia), a comienzos del siglo XIV.
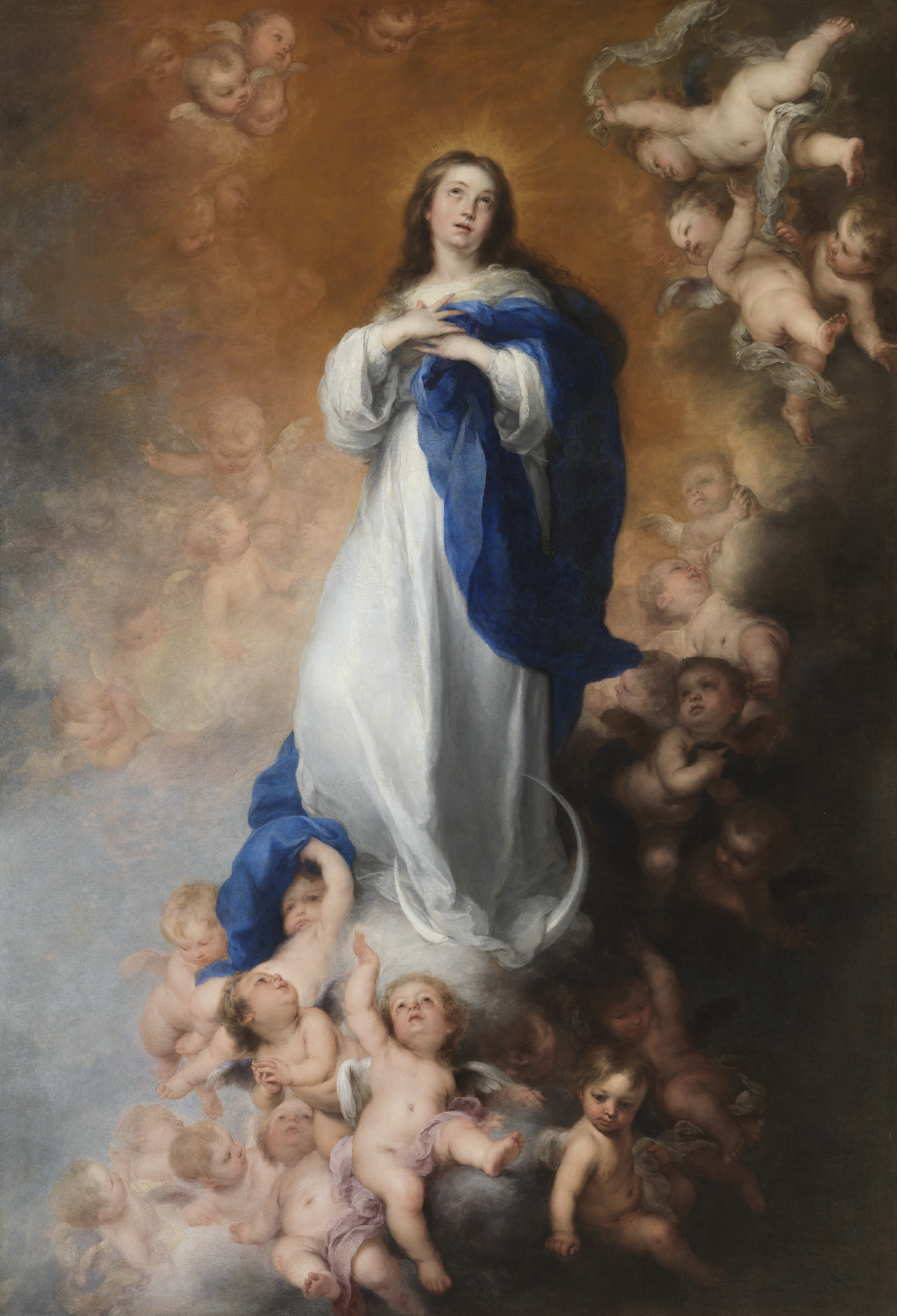
Cristiandad occidental (católica): La llamada Inmaculada de Soult, de Bartolomé Esteban Murillo (ca. 1678).
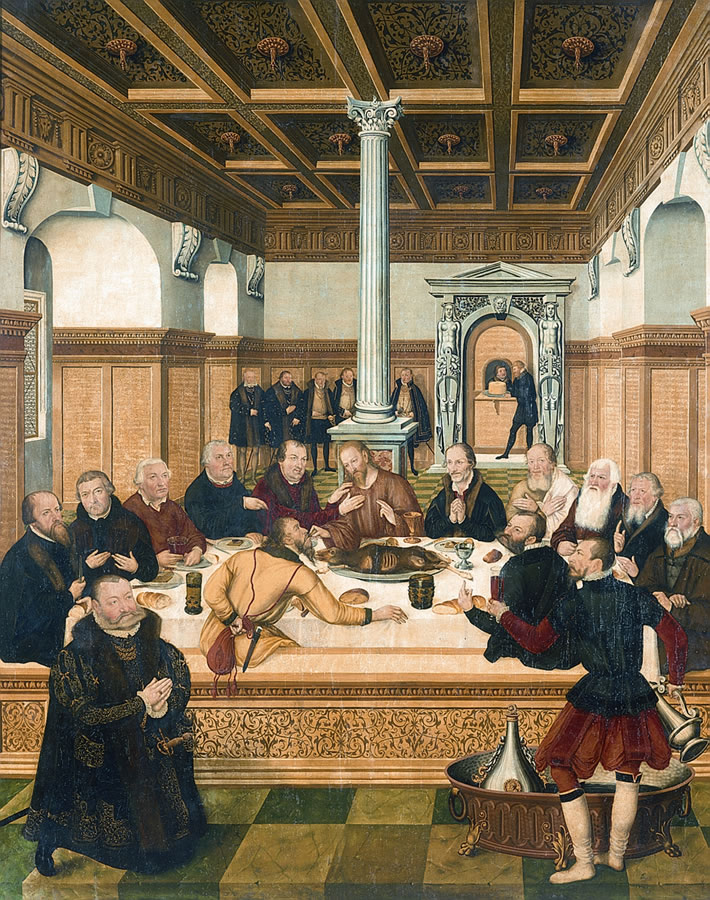
Cristiandad occidental (protestante): La última cena, de Lucas Cranach el Joven (1565). En primer plano, en posición orante, el comitente, Joaquín I de Anhalt-Dessau,[10] y el propio pintor, representado como copero. Lutero y Melanchton son representados como apóstoles.